# 数原洋二
数原洋二（日语：／ Suhara Yōji */?，1921年12月3日—2020年1月11日），日本企业家。三菱铅笔公司原社长。

## 生平
1944年毕业于京都帝国大学工学部工业化学专业。同年10月升入研究生院深造，1946年修完京都大学文部省特別研究生前期课程。1948年4月进入三菱铅笔公司工作。1960年至1987年担任社长。2020年1月11日去世。